# 羽後岩谷駅
羽後岩谷駅（うごいわやえき）は、秋田県由利本荘市岩谷町字川端にある、東日本旅客鉄道（JR東日本）羽越本線の駅である。
2005年（平成17年）3月に由利本荘市が発足するまでは、旧・大内町の唯一の駅であった。

## 歴史
- 1922年（大正11年）10月16日：国鉄陸羽西線の駅として由利郡岩谷村に開業[2]。
- 1924年（大正13年）4月20日：羽越線（後の羽越本線）に所属線を変更。
- 1971年（昭和46年）10月1日：貨物取り扱いを廃止[新聞 1]。
- 1981年（昭和56年）10月15日：荷物扱いを廃止[4]。駅員無配置駅となり[5]、簡易委託駅化[新聞 2]。
- 1987年（昭和62年）4月1日：国鉄分割民営化により、東日本旅客鉄道（JR東日本）の駅となる[6]。
- 2000年（平成12年）
  - 3月15日：旧・大内町商工会との合築駅舎に改築し、駅部分の供用を開始[新聞 3]。
  - 4月1日：PR館がオープンし、記念式典を挙行[新聞 4]。
- 2020年（令和2年）12月3日：午前6時15分ごろ、酒田発秋田行き普通列車の運転士が、当駅停車中に体調不良を訴え由利本荘市内の病院へ救急搬送[新聞 5]。別の運転士に交代し、約1時間35分後に運転を再開[新聞 5]。
- 2023年（令和5年）3月18日：由利本荘市による乗車券委託販売（簡易委託）の受託を解除し、終日無人化[3]。
- 2024年（令和6年）10月1日：えきねっとQチケのサービスを開始[1][報道 1]。

## 駅構造
単式ホーム2面2線を有する地上駅である。元々は単式・島式混合の2面3線であったが、2番線の線路は架線が取り払われており、使用されていない。互いのホームは跨線橋で連絡している。
羽後本荘駅管理の無人駅である。駅舎は旧・大内町の商工会との合築で、2000年（平成12年）にできたものである。

### のりば
| 番線 | 路線      | 方向 | 行先               |
| ---- | --------- | ---- | ------------------ |
| 1    | ■羽越本線 | 上り | 羽後本荘・酒田方面 |
| 3    | ■羽越本線 | 下り | 秋田方面           |

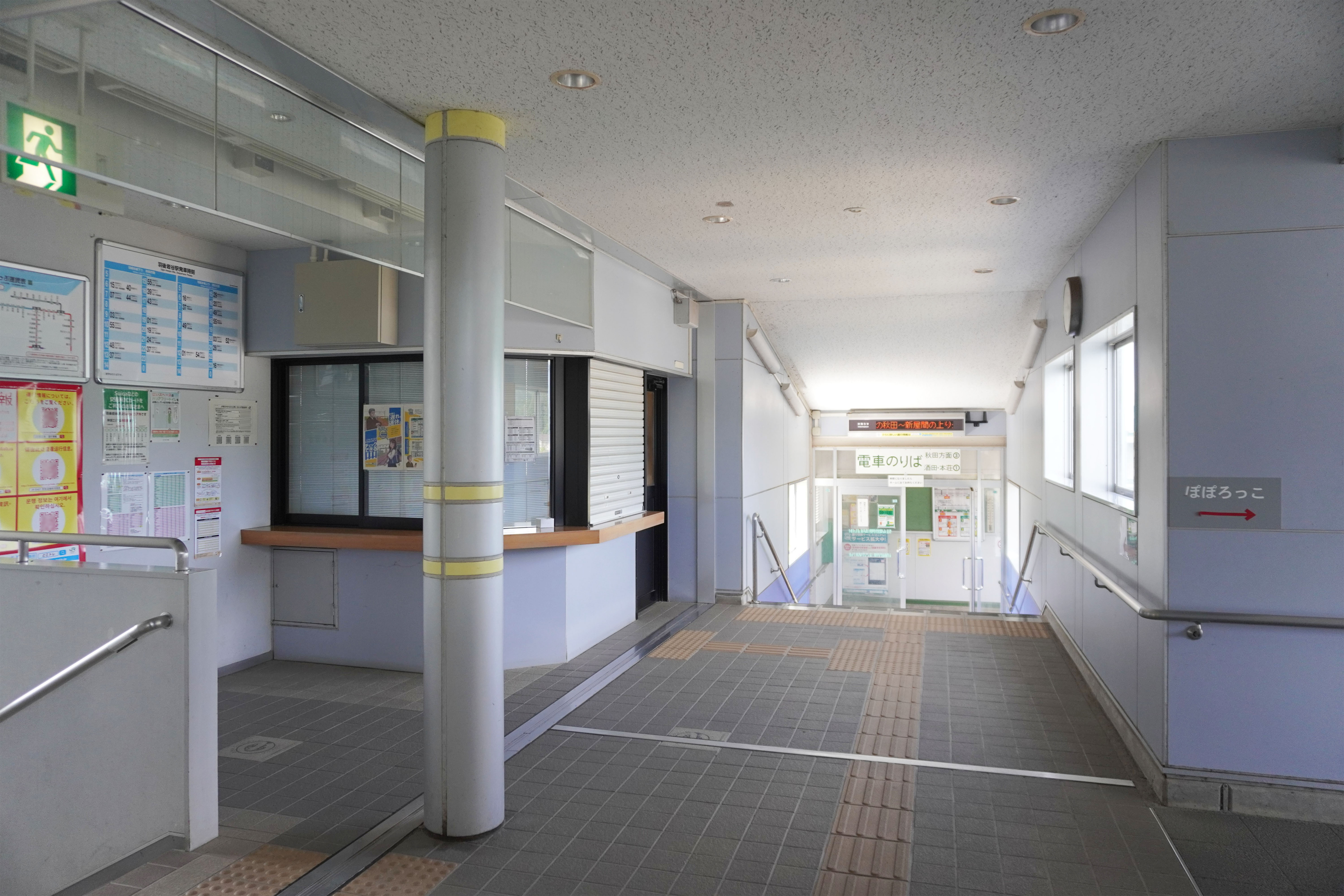
コンコース（2024年5月）
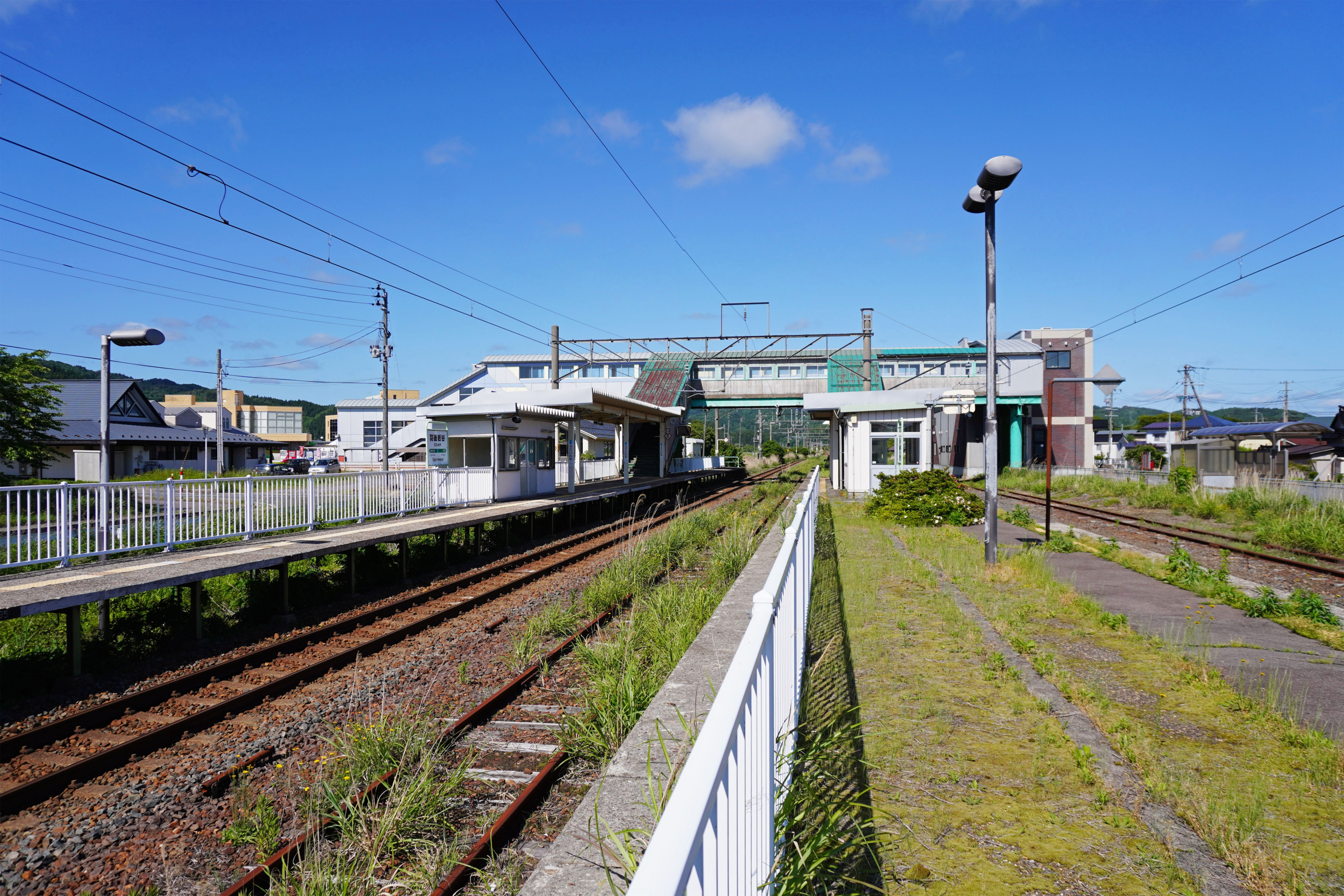
ホーム（2024年5月）

## 利用状況
JR東日本によると、2000年度（平成12年度）- 2021年度（令和3年度）の1日平均乗車人員の推移は以下のとおりであった。
| 1日平均乗車人員推移 | 1日平均乗車人員推移 | 1日平均乗車人員推移 | 1日平均乗車人員推移 | 1日平均乗車人員推移 |
| 年度                | 定期外              | 定期                | 合計                | 出典                |
| ------------------- | ------------------- | ------------------- | ------------------- | ------------------- |
| 2000年（平成12年）  |                     |                     | 352                 | [ 利用客数 1 ]      |
| 2001年（平成13年）  |                     |                     | 354                 | [ 利用客数 2 ]      |
| 2002年（平成14年）  |                     |                     | 336                 | [ 利用客数 3 ]      |
| 2003年（平成15年）  |                     |                     | 346                 | [ 利用客数 4 ]      |
| 2004年（平成16年）  |                     |                     | 333                 | [ 利用客数 5 ]      |
| 2005年（平成17年）  |                     |                     | 320                 | [ 利用客数 6 ]      |
| 2006年（平成18年）  |                     |                     | 294                 | [ 利用客数 7 ]      |
| 2007年（平成19年）  |                     |                     | 311                 | [ 利用客数 8 ]      |
| 2008年（平成20年）  |                     |                     | 308                 | [ 利用客数 9 ]      |
| 2009年（平成21年）  |                     |                     | 290                 | [ 利用客数 10 ]     |
| 2010年（平成22年）  |                     |                     | 241                 | [ 利用客数 11 ]     |
| 2011年（平成23年）  |                     |                     | 219                 | [ 利用客数 12 ]     |
| 2012年（平成24年）  | 38                  | 184                 | 222                 | [ 利用客数 13 ]     |
| 2013年（平成25年）  | 38                  | 171                 | 210                 | [ 利用客数 14 ]     |
| 2014年（平成26年）  | 36                  | 159                 | 196                 | [ 利用客数 15 ]     |
| 2015年（平成27年）  | 36                  | 145                 | 181                 | [ 利用客数 16 ]     |
| 2016年（平成28年）  | 36                  | 134                 | 171                 | [ 利用客数 17 ]     |
| 2017年（平成29年）  | 36                  | 121                 | 157                 | [ 利用客数 18 ]     |
| 2018年（平成30年）  | 33                  | 108                 | 142                 | [ 利用客数 19 ]     |
| 2019年（令和元年）  | 31                  | 99                  | 131                 | [ 利用客数 20 ]     |
| 2020年（令和02年）  | 17                  | 86                  | 104                 | [ 利用客数 21 ]     |
| 2021年（令和03年）  | 17                  | 87                  | 105                 | [ 利用客数 22 ]     |

## 駅周辺

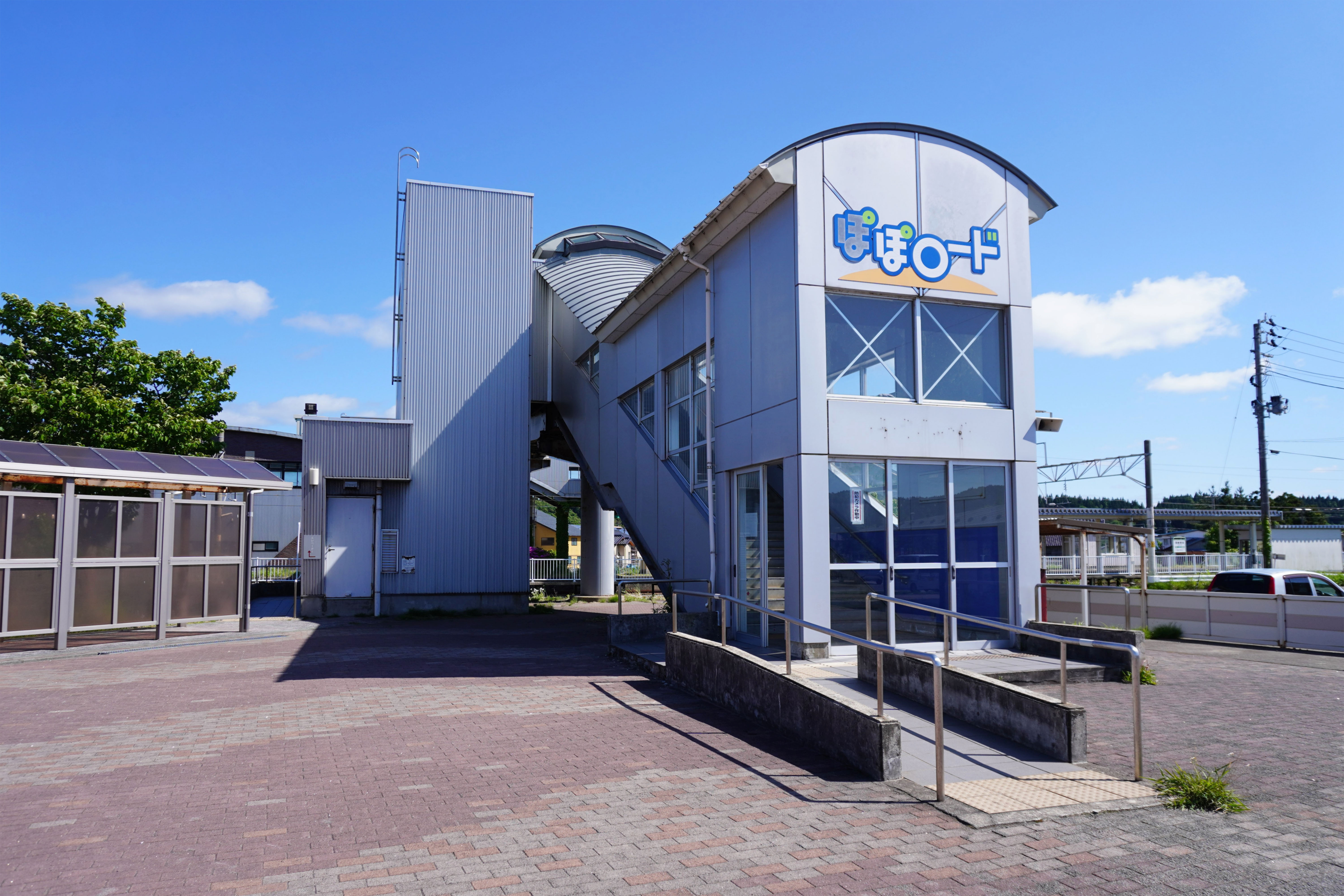
駅北側（連絡通路「ぽぽロード」）

- 道の駅おおうち：連絡通路「ぽぽロード」で連結している[8]。
- 由利本荘市総合体育館：同じく駅の裏手。このほか、周辺にはスポーツ広場などが整備されている。
- 由利本荘市役所大内総合支所（旧・大内町役場）
- 岩谷郵便局
- 長谷寺：是山泰覚和尚の作った大仏（赤田大仏）がある。
- かすみ温泉
- 滝温泉
- 感温館温泉
- 小羽広温泉
- 国道105号
- 日本海東北自動車道 大内ジャンクション（岩谷道路）
- 楯構掘鑿折渡隧道竣工記念碑（日本で初めて楯構掘鑿〈シールド工法〉が採用された折渡トンネルの岩谷側坑口付近にある記念碑）

## その他
折渡駅方面には、1000分の10の勾配区間が存在する。 1971年（昭和46年）7月8日には、この区間に差し掛かった30両の貨車をけん引する蒸気機関車が勾配を登り切れず、羽後岩谷駅方向へ約1.8キロメートル逆走する事故が発生している。

## 隣の駅
東日本旅客鉄道（JR東日本）
■羽越本線
羽後本荘駅 - 羽後岩谷駅 - *折渡駅 - 羽後亀田駅
*:一部の列車は折渡駅に停車しない。

### 記事本文

#### 報道発表資料
1. ↑  「Suicaエリア外もチケットレスで! 東北エリアから「えきねっとQチケ」がはじまります (PDF)」（プレスリリース）、東日本旅客鉄道、2024年7月11日。2024年8月11日閲覧。

#### 新聞記事
1. ↑  「陳情攻勢で“無人化”が後退 秋鉄局 日中だけ駅員配置 ただし本年度いっぱい」『秋田魁新報』秋田魁新報社、1971年9月29日、朝刊、12面。
2. ↑  「4駅が無人化に」『秋田魁新報』秋田魁新報社、1981年10月16日、朝刊、16面。
3. ↑  「JR羽後岩谷新駅舎が開業 道の駅やバス拠点と連結 屋根付き通路ですぐ温泉 大内」『読売新聞』2000年3月18日、朝刊、秋田2、37面。
4. ↑  「羽後岩谷駅 物産や観光案内一堂に PR館と新駅舎が開業」『秋田魁新報』2000年4月2日、朝刊、19面。
5. 1 2  「運転士が体調不良、JR羽越線に運休や遅れ」『秋田魁新報電子版』秋田魁新報社、2020年12月3日。オリジナルの2021年1月23日時点におけるアーカイブ。2025年5月31日閲覧。
6. ↑  「貨物列車が逆走 こう配上り切れず1.8キロ」『中國新聞』1971年7月8日、7面。

### 利用状況
1. ↑  「JR東日本：各駅の乗車人員（2000年度）」東日本旅客鉄道。2025年7月18日閲覧。
2. ↑  「JR東日本：各駅の乗車人員（2001年度）」東日本旅客鉄道。2025年7月18日閲覧。
3. ↑  「JR東日本：各駅の乗車人員（2002年度）」東日本旅客鉄道。2025年7月18日閲覧。
4. ↑  「JR東日本：各駅の乗車人員（2003年度）」東日本旅客鉄道。2025年7月18日閲覧。
5. ↑  「JR東日本：各駅の乗車人員（2004年度）」東日本旅客鉄道。2025年7月18日閲覧。
6. ↑  「JR東日本：各駅の乗車人員（2005年度）」東日本旅客鉄道。2025年7月18日閲覧。
7. ↑  「JR東日本：各駅の乗車人員（2006年度）」東日本旅客鉄道。2025年7月18日閲覧。
8. ↑  「JR東日本：各駅の乗車人員（2007年度）」東日本旅客鉄道。2025年7月18日閲覧。
9. ↑  「JR東日本：各駅の乗車人員（2008年度）」東日本旅客鉄道。2025年7月18日閲覧。
10. ↑  「JR東日本：各駅の乗車人員（2009年度）」東日本旅客鉄道。2025年7月18日閲覧。
11. ↑  「JR東日本：各駅の乗車人員（2010年度）」東日本旅客鉄道。2025年7月18日閲覧。
12. ↑  「JR東日本：各駅の乗車人員（2011年度）」東日本旅客鉄道。2025年7月18日閲覧。
13. ↑  「JR東日本：各駅の乗車人員（2012年度）」東日本旅客鉄道。2025年7月18日閲覧。
14. ↑  「各駅の乗車人員 2013年度 ベスト100以外（8）：JR東日本」東日本旅客鉄道。2025年7月18日閲覧。
15. ↑  「各駅の乗車人員 2014年度 ベスト100以外（8）：JR東日本」東日本旅客鉄道。2025年7月18日閲覧。
16. ↑  「各駅の乗車人員 2015年度 ベスト100以外（8）：JR東日本」東日本旅客鉄道。2025年7月18日閲覧。
17. ↑  「各駅の乗車人員 2016年度 ベスト100以外（8）：JR東日本」東日本旅客鉄道。2025年7月18日閲覧。
18. ↑  「各駅の乗車人員 2017年度 ベスト100以外（8）：JR東日本」東日本旅客鉄道。2025年7月18日閲覧。
19. ↑  「各駅の乗車人員 2018年度 ベスト100以外（8）：JR東日本」東日本旅客鉄道。2025年7月18日閲覧。
20. ↑  「各駅の乗車人員 2019年度 ベスト100以外（8）：JR東日本」東日本旅客鉄道。2025年7月18日閲覧。
21. ↑  「各駅の乗車人員 2020年度 101位以下（8）| 企業サイト：JR東日本」東日本旅客鉄道。2025年7月18日閲覧。
22. ↑  「各駅の乗車人員 2021年度 101位以下（8）| 企業サイト：JR東日本」東日本旅客鉄道。2025年7月18日閲覧。